# FIS1

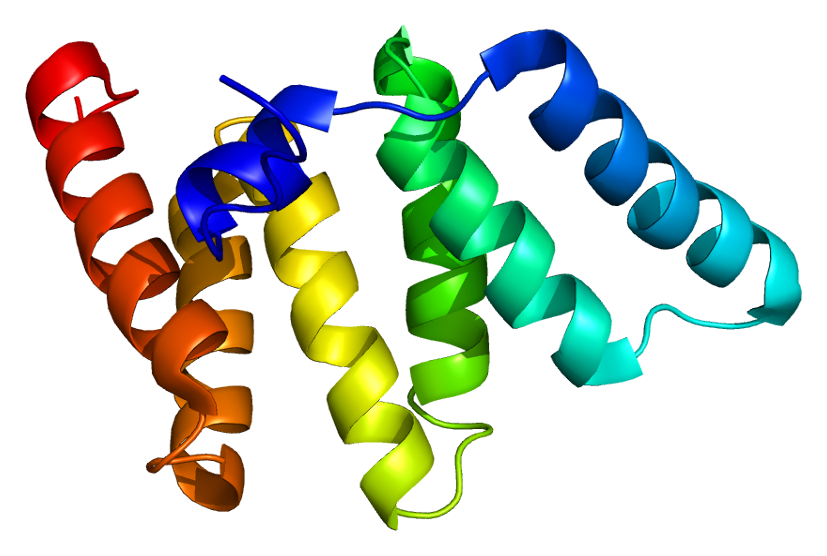
Struktura proteinu FIS1. Vytvořeno programem Pymol, PDB 1iyg.

Mitochondrial fission 1 protein (FIS1) je protein u člověka kódováný genem FIS1 na chromozomu 7. Tento protein je součástí mitochondriálního komplexu "ARCosome", který podporuje mitochondriální dělení, čímž se podílí na regulace mitochondriální morfologie, buněčného cyklu a apoptózy. FIS1 se může podílet na souvisejících onemocněních, včetně neurodegenerativních a nádorových onemocnění.

## Struktura
FIS1 je integrální membránový protein o velikosti 16 kDa, který se nachází ve vnější mitochondriální membráně (OMM). Skládá se z transmembránové domény na C-konci a cytosolické domény na N-konci. Transmembránová doména ukotvuje FIS1 v OMM, ačkoli bylo pozorováno, že může "cílit" a vázat FIS1 na různé buněčné kompartmenty (např. peroxizom), v závislosti na své hydrofobicitě, náboji a délce. Cytosolová doména obsahuje svazek šesti helixů, které se podílejí na tvorbě konkávního povrchu (skrze kombinovou superhelikální strukturu) a potenciálně vážou další protein FIS1 a vytvářejí dimer nebo jiné proteiny. Kromě toho může N-koncová část vázat motivy TPR ("tetratricopeptide repeat"), a tím je blokovat, což umožňuje, aby protein existoval v dynamické rovnováze mezi "otevřeným" a "uzavřeným" stavem.

## Funkce
FIS1 se nepřímo podílí na mitochondriálním dělení prostřednictvím vazby na protein DRP1. FIS1 tak pomáhá regulovat velikost a rozmístění mitochondrií v závislosti na místní potřebě ATP nebo vápenatých iontů. Kromě toho může dělení mitochondrií vést k uvolnění cytochromu c, což nakonec vede k apoptóze. V samostatné apoptotické signální dráze FIS1 interaguje s BCAP31 a vytváří komplex ARCosome. ARCosom podporuje buněčnou smrt přemostěním mitochondrií a endoplazmatického retikula (ER), což umožňuje FIS1 přenášet proapoptotický signál z mitochondrií do ER a aktivovat prokaspázu-8. ARCosom pak vytvoří s prokaspázou-8 platformu pro zvýšení koncentrace vápníku v mitochondriích, což vede k apoptóze. Kromě toho se FIS1 podílí na dalších způsobech utváření morfologie mitochondrií. Například interaguje s TBC1D15 a reguluje morfologii mitochondrií, zejména s ohledem na fúzi lyzozomů a endozomů. FIS1 také zabraňuje prodlužování mitochondrií, které by jinak vedlo ke zpoždění nebo zastavení buněčného cyklu a nakonec k senescenci. Dysfunkce mitochondrií má navíc za následek zvýšenou hladinu reaktivních forem kyslíku (ROS), které způsobují poškození DNA a indukují transkripční represi a také indukují mitofagii.

## Klinický význam
FIS1 je jako dělicí faktor spojován s neurodegenerativními onemocněními. Stres může vyvolat aberantní mitochondriální dělení či fúzi, což vede k mitofagii. Například u pacientů s Alzheimerovou chorobou (AD) byla pozorována zvýšená fragmentace mitochondrií a zvýšená hladina FIS1. FIS1 by tedy mohl sloužit jako biomarker pro včasnou detekci AD. FIS1 se také podílí na vzniku různých druhů rakoviny, včetně akutní myeloidní leukémie, rakoviny prsu a rakoviny prostaty.